# American Bank Center
O American Bank Center é um complexo de entretenimento localizado em Corpus Christi, Texas. O local é composto de um auditório, centro de convenções e arena. A instalação abriga numerosas convenções, feiras, exposições, performances ao vivo e eventos esportivos. É a casa do time de juniores do Corpus Christi IceRays, uma equipe de hóquei no gelo, do time de futebol de salão do Corpus Christi Fury e dos times masculino e feminino da equipe de basquete colegial Texas A&M University–Corpus Christi.
É propriedade da cidade de Corpus Christi, sendo gerido pela SMG. A empresa de que mantem o complexo é a Centerplate, que oferece consultoria de eventos especiais e personalizados de catering para as necessidades alimentares e bebidas.

## Instalações
American Bank Center Arena
O American Bank Center Arena é uma arena fechada localizada ao lado do centro de convenções do complexo. A construção da arena foi construída em conjunto por Thompson Ventulett Stainback & Associados, Arquitectonica e Gignac & Associados. O local começou a ser reformado em 3 de novembro de 2002 e foi concluído em outubro de 2004. O design da área é composto pelo sistema de assentos dividido em camadas. Isso permite que o local tenha uma ilusão de um cenário de teatro. A capacidade máxima da arena é de 10.000 para eventos esportivos e concertos. O custo do projeto foi de $ 49 milhões.
Selena Auditorium
O Selena Auditorium foi inaugurado em 1979, conhecido como "Bayfront Plaza Auditorium". O lugar foi o set de filmagens de The Johnny Canales Show. Em 1996 a área foi rebatizada em comemoração da residente notável, Selena Quintanilla-Pérez. Foi renovado em 2004 para ligar a propriedade aos demais edifícios do complexo. A capacidade máxima é de 2.500 pessoas. O lugar é conhecido por sua acústica e por ser "um dos lugares mais coincididos para o entretenimento no área de Texas Coastal Bend".
American Bank Center Convention Center
O American Bank Center Convention Center foi aberto na década de 1970 e era conhecido como o "Bayfront Plaza Convention Center" até novembro de 2004. O centro de convenções compõe-se de cinco salas de exposições, dois salões de dance e 21 salas de reuniões. O salão principal chama-se "Henry Garrett Ballroom". O centro de convenções foi renovado em novembro de 2004. O South Texas Oilfield Expo foi um dos maiores clientes do centro de convenções em 2012.